# Bahnhof Bernterode

Der Bahnhof Bernterode ist eine Betriebsstelle der Bahnstrecke Halle–Hann. Münden in der Gemeinde Breitenworbis im thüringischen Landkreis Eichsfeld.

## Lage
Der Bahnhof liegt in der Gemarkung von Bernterode an der Bahnstrecke Halle–Hann. Münden bei Streckenkilometer 127,55. Das Terrain des Bahnhofes befindet sich im Wippertal auf einer Höhe von ungefähr 266 m ü. NN. Die nächsten Bahnhöfe sind Gernrode-Niederorschel in westlicher Richtung und der im Landkreis Nordhausen gelegene Bahnhof Sollstedt in östlicher Richtung. Der Weg zum Bahnhof führt über die Landesstraße 2048 und die Bahnhofstraße.

## Geschichte
Nach Inbetriebnahme der ersten Bahnstrecke in Deutschland 1835 gab es erste Bemühungen zum Bau einer Eisenbahnverbindung in Nordthüringen, so eine Eisenbahnstrecke von Halle über Nordhausen nach Kassel. Durch die Halle-Casseler-Bahngesellschaft begann 1863 der Bau dieser Bahnstrecke ab Halle in westlicher Richtung und erreichte den Ort Bernterode im Jahr 1867. Für Bernterode war bei der Bauplanung bereits eine Haltestelle vorgesehen, diese wurde aus verschiedenen Gründen zunächst nicht ausgeführt. Dafür erhielten die Nachbarorte Gernrode und Niederorschel einen Anschluss.
1897 erhielt Bernterode nach langen Bemühungen, bei denen es auch um die Bereitstellung des notwendigen Baugrundes ging, einen Haltepunkt für Personen und Stückgut an der inzwischen zweigleisigen Strecke.
Mit Erschließung der Kalivorkommen in Bernterode-Schacht ab 1905 erhielt Bernterode einen Anschlussbahnhof des Kaliwerkes unmittelbar nördlich des Haltepunktes. Von hier führe die Anschlussbahn zum Werksbahnhof des Kaliwerkes. Bernterode wurde zu einem Vollbahnhof umgewandelt und erhielt nach 1907 ein Ladegleis. Vom Jahr 1912 stammt eine Planung für ein Überholungsgleis, was auf einen erhöhten Verkehrsbedarf schließen lässt. Wann die Bahnstrecke zum Kaliwerk stillgelegt wurde, ist nicht bekannt. Aus den Jahren 1911 bis 1912 stammen Planungen für eine Bahnstrecke zwischen den Bahnhöfen Silberhausen und Bernterode vorbei an Reifenstein, Kleinbartloff und Niederorschel, die aber nicht weiter ausgeführt wurde. Die Einbindung an die Bahnstrecke Halle-Münden wäre am heutigen Abzweig Bernterode West erfolgt.
Im Jahr 1968 begann im nahen Deuna der Bau des Zementwerkes Deuna. Für einen reibungslosen Abtransport der Zementproduktion wurde die Bahnstrecke Bernterode–Deuna errichtet, die westlich von Bernterode am Abzweig Bernterode West von der Bahnstrecke Halle–Hann. Münden abzweigt. In diesem Zusammenhang kam es 1975 zu einer umfassenden Neugestaltung des Bahnhofes. In jüngerer Vergangenheit wurden die Gleisanlagen des ehemaligen Kalianschlussbahnhofes abgebaut.

## Ausstattung

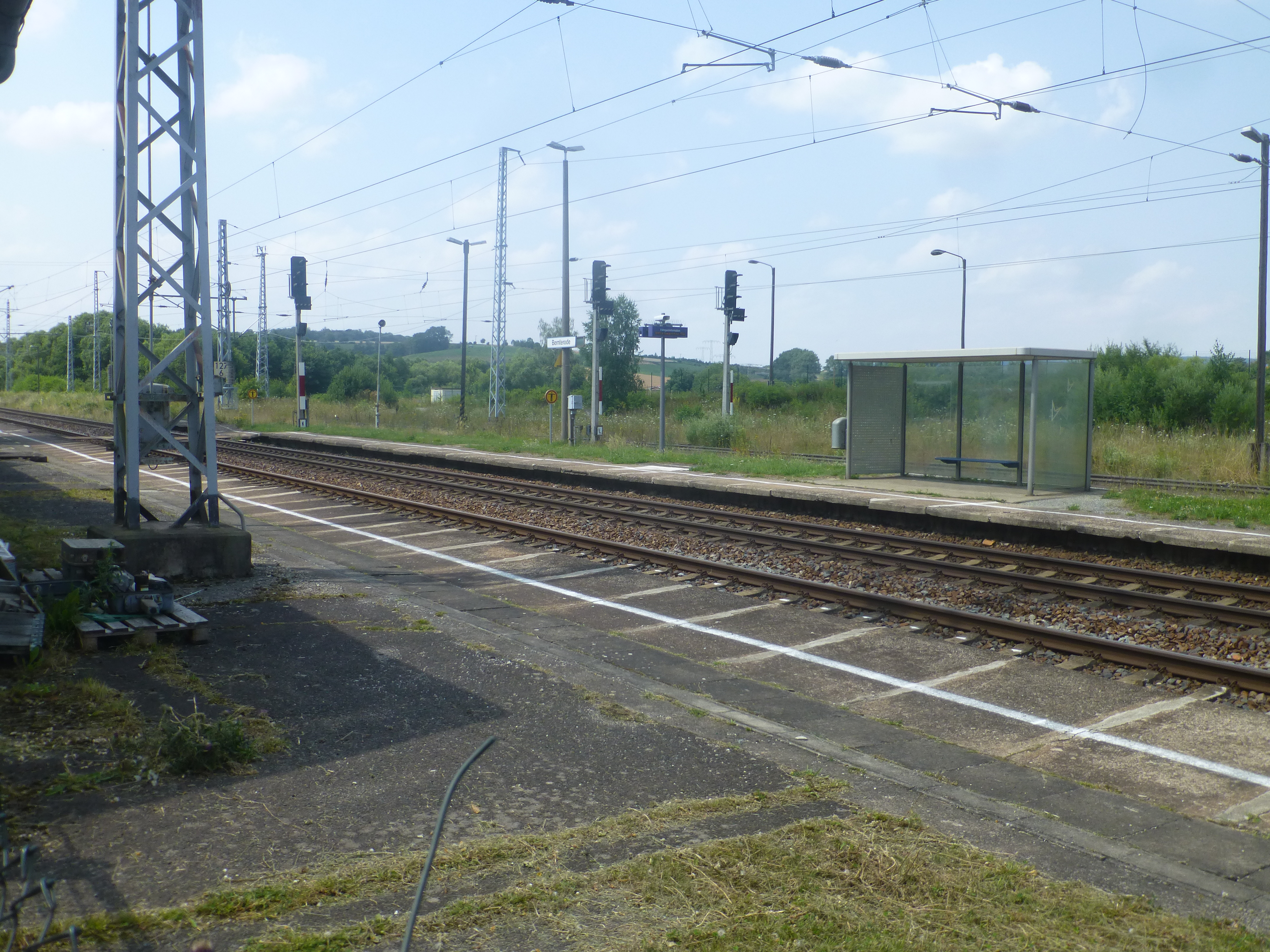
Bahnsteig 1 im Vordergrund

Der Personenbahnhof besteht aus drei Durchgangsgleisen mit zwei Bahnsteigen, die nicht stufenfrei erreichbar sind. Bahnsteig 1 hat eine Länge von 142 m (Bahnsteighöhe 30 cm), Bahnsteig 2 von 158 m (34 cm) und Bahnsteig 3 von 137 m (32 cm) mit je einem Wetterschutzhaus. Weiterhin sind vorhanden ein dynamischer Schriftanzeiger und eine Lautsprecheranlage.

## Verkehr
Der Bahnhof Bernterode wird im Fahrplanjahr 2024 von folgenden Linien des Schienenpersonennahverkehrs bedient:
| Linie | Linienverlauf                                                                                       | Takt          | EVU                            |
| ----- | --------------------------------------------------------------------------------------------------- | ------------- | ------------------------------ |
| RE 8  | Bahnhof Leinefelde – Bernterode – Nordhausen – Sangerhausen – Halle                                 | einzelne Züge | Abellio Rail Mitteldeutschland |
| RE 9  | Kassel-Wilhelmshöhe – Eichenberg – Bahnhof Leinefelde – Bernterode – Nordhausen – Halle (Saale) Hbf | einzelne Züge | Abellio Rail Mitteldeutschland |
| RB 57 | Heilbad Heiligenstadt – Bahnhof Leinefelde – Bernterode – Nordhausen – Sangerhausen                 |               | Abellio Rail Mitteldeutschland |

## Empfangsgebäude
Das mit Eröffnung des Bahnhofes fertiggestellte Empfangsgebäude bestand aus einem Dienstzimmer mit Warteraum und Fahrkartenverkauf sowie angrenzend einem Güterschuppen. Bei Umbaumaßnahmen am gesamten Bahnhof Anfang der 1970er Jahre wurde das Empfangsgebäude abgerissen und in der heutigen Form neu aufgebaut. Es ist heute für Fahrgäste nicht zugänglich.

## Stellwerke
Das mechanische Wärterstellwerk Bo befand sich am östlichen Teil des Bahnhofgeländes und wurde 1975 abgerissen. Dafür wurde im neuen Empfangsgebäude ein neues Spurplanstellwerk in Betrieb genommen, das auch für den Abzweig West und den Betrieb des Posten 89 mit Halbschranken zuständig ist. Geplant ist dessen Außerbetriebnahme für das Jahr 2027.